# ネヴシェヒル県
ネヴシェヒル県 (ネヴシェヒルけん、トルコ語: Nevşehir ili) はトルコ中部、中央アナトリア地方の県。

## 概要
県都はネヴシェヒル。北から時計回りにヨズガト県、カイセリ県、ニーデ県、アクサライ県、クルシェヒル県と接している。
ネヴシェヒル県はカッパドキアと呼ばれる地方の一角であり観光名所としてとても有名である。有名なギョレメの町はネヴシェヒルにある。カッパドキアはハサン山の巨大噴火によって出来た軟質の火山土壌が生み出した風景であり、これを削って住居にもしていた。
カッパドキアが有名であるが、この県ではカッパドキア以外にも東ローマ時代の多くの古い教会が見られる。ハジュベクタシュ近郊では美しいメノウが産出される。

## 下位自治体
- ネヴシェヒル（Nevşehir）
- アジュギョル（Acıgöl）
- アヴァノス（Avanos）
- デリンクユ（Derinkuyu）
- ギュルシェヒル（Gülşehir）
- ハジュベクタシュ（Hacıbektaş）
- コザクル（Kozaklı）
- ユルギュプ（Ürgüp）